# Erythridula spearca
Erythridula spearca är en insektsart som först beskrevs av Johnson och Auten 1936.  Erythridula spearca ingår i släktet Erythridula och familjen dvärgstritar. Inga underarter finns listade i Catalogue of Life.